# 青木村 (富山県)
青木村（あおきむら）は、かつて富山県下新川郡にあった村。

## 地理
北側は日本海に面する。

## 沿革
- 1889年（明治22年）4月1日 - 町村制の施行により、下新川郡青木村の区域の一部、目川村、木根村、木根新村及び福島新村の区域の一部の区域をもって、下新川郡青木村が発足する。
- 1953年（昭和28年）10月1日 - 下新川郡入善町、新屋村、小摺戸村、青木村、飯野村、上原村、横山村及び椚山村が合併して、下新川郡入善町が発足する。

## 歴代村長
出典→
1. 広川次郎右衛門（1889年5月20日 - 1891年7月14日）
2. 中塚辰次郎（1891年10月21日 - 1892年3月15日）
3. 松原茂樹（1892年4月21日 - 1894年4月18日）
4. 吉田秀雄（1894年5月5日 - 1919年7月15日）
5. 杉沢吉次郎（1919年8月7日 - 1941年8月6日）
6. 松原与右衛門（1941年8月20日 - 1946年12月5日）
7. 木田善作（1947年4月11日 - 1952年9月10日）
8. 杉原礼次郎（1952年10月16日 - 1953年9月30日）